# Unhais-o-Velho
Unhais-o-Velho es una freguesia portuguesa del concelho de Pampilhosa da Serra, con 40,06 km² de superficie y 632 habitantes (2001). Su densidad de población es de 15,8 hab/km².